# Thecla Åhlander
Thecla Åhlander (née Thekla Ottilia Åhlander le 3 juin 1855 à Norrköping et morte le 8 avril 1925 à Täby) est une actrice suédoise active au théâtre et dans le cinéma muet.

## Biographie
En 1872, Thecla Åhlander fut une élève de Frans Hedberg (en) en art dramatique. Elle continua sa formation au Théâtre dramatique royal de 1874 à 1877, année où elle fit ses débuts dans une pièce intitulée Ett namn. Elle y restera jusqu'en 1922 (et y fut professeur entre 1908 et 1915). Elle devint l'une des comédiennes les plus connues et reconnues (elle reçut le Litteris et Artibus en 1891), apparaissant dans les pièces d'auteurs tels que Henrik Ibsen, Bjørnstjerne Bjørnson, Ludvig Holberg, August Blanche ou Axel Emil Betzonich.

## Filmographie partielle
- 1920 : Le Vieux Manoir (Gunnar Hedes saga), de Mauritz Stiller

## Source de la traduction
- (en) Cet article est partiellement ou en totalité issu de l’article de Wikipédia en anglais intitulé « Thecla Åhlander » (voir la liste des auteurs).